# اشک یتیم
اشک یتیم فیلمی به کارگردانی و نویسندگی عزیزاله رفیعی محصول سال ۱۳۴۳ است.

## داستان
نسرین، همسر پزشکی به نام احمد در اتاق عمل فوت می‌کند...

## بازیگران
- ویکتوریا
- محمدرضا فاضلی
- محسن آراسته
- پرخیده
- نصراله کیوانفر
- گیتی جعفری
- نادر رفیعی
- سیمین علی‌زاده
- هوشنگ خلعتبری
- منیژه
- هادی مشکوت
- علی بخشی
- رضا هوشمند
- رضا شمشادیان
- باقر میرصادقی